# فيلي فوربس
فيلي فوربس (بالإنجليزية: Willie Forbes)‏ (22 مايو 1922 بغلاسكو في المملكة المتحدة - 31 يناير 1999) هو لاعب كرة قدم بريطاني (وحمل سابقاً جنسية المملكة المتحدة لبريطانيا العظمى وأيرلندا) في مركز نصف الجناح. لعب مع بريستون نورث إيند ودونفرملين أثلتيك ونادي كارلايل يونايتد ووولفرهامبتون واندررز.